# Dmitrij Torbinskij
Dmitrij Evgen'evič Torbinskij (in russo Дмитрий Евгеньевич Торбинский?; Noril'sk, 28 aprile 1984) è un ex calciatore russo, di ruolo centrocampista.

## Carriera

### Club
Comincia la carriera come giocatore di calcio a 5, ma ben presto (2002) accede nelle file dello Spartak Mosca, pur rimanendo diverso tempo tra le riserve. In effetti resta nella squadra moscovita per 5 stagioni, fino al 2007, ma colleziona, in tale periodo, soltanto 43 presenze e 3 reti, anche a causa di un serio infortunio. Nel 2005 disputa una parte di stagione, in prestito, allo Spartak Čeljabinsk, dove si fa apprezzare per una maggiore continuità, disputando 24 gare e segnando 4 reti. Tornato allo Spartak, il calciatore viene ceduto, a fine stagione 2007, al Lokomotiv Mosca.
Dopo cinque stagioni alla Lokomotiv Mosca| nell'estate del 2013 passa al Rubin dove rimane una sola stagione. Dopo una sola stagione al Rostov (con due reti all'attivo) si trasferisce al Krasnodar, dove rimane fino all'estate del 2017.
Rimasto svincolato per sei mesi, ad inizio 2018 tenta l'avventura all'estero con i ciprioti del Pafos, ma dopo appena un mese e tre partite giocate, torna in patria al Baltika. Nell'estate 2018 si trasferisce all'Enisej.

### Nazionale
Ha effettuato il suo debutto nella nazionale russa il 24 marzo 2007, in una partita con l'Estonia; le buone prestazioni offerte gli valgono la convocazione agli Europei austro-svizzeri del giugno 2008. Qui si mette in luce per aver segnato, entrando come sostituto, il gol del momentaneo 2-1 contro i Paesi Bassi nei quarti di finale, gara conclusa con la vittoria dei russi per 3-1. Al termine della competizione, è stato premiato con il terzo posto in virtù della vittoria finale della Spagna, squadra che aveva eliminato i russi in semifinale.
Viene convocato per gli Europei 2016 in Francia, in sostituzione dell'infortunato Alan Dzagoev.

## Statistiche

### Cronologia presenze e reti in nazionale
| Cronologia completa delle presenze e delle reti in nazionale ― Russia | Cronologia completa delle presenze e delle reti in nazionale ― Russia | Cronologia completa delle presenze e delle reti in nazionale ― Russia | Cronologia completa delle presenze e delle reti in nazionale ― Russia | Cronologia completa delle presenze e delle reti in nazionale ― Russia | Cronologia completa delle presenze e delle reti in nazionale ― Russia | Cronologia completa delle presenze e delle reti in nazionale ― Russia | Cronologia completa delle presenze e delle reti in nazionale ― Russia |
| Data                                                                  | Città                                                                 | In casa                                                               | Risultato                                                             | Ospiti                                                                | Competizione                                                          | Reti                                                                  | Note                                                                  |
| --------------------------------------------------------------------- | --------------------------------------------------------------------- | --------------------------------------------------------------------- | --------------------------------------------------------------------- | --------------------------------------------------------------------- | --------------------------------------------------------------------- | --------------------------------------------------------------------- | --------------------------------------------------------------------- |
| 24-3-2007                                                             | Tallinn                                                               | Estonia                                                               | 0 – 2                                                                 | Russia                                                                | Qual. Euro 2008                                                       | -                                                                     |                                                                       |
| 2-6-2007                                                              | San Pietroburgo                                                       | Russia                                                                | 4 – 0                                                                 | Andorra                                                               | Qual. Euro 2008                                                       | -                                                                     |                                                                       |
| 6-6-2007                                                              | Zagabria                                                              | Croazia                                                               | 0 – 0                                                                 | Russia                                                                | Qual. Euro 2008                                                       | -                                                                     | 46’ 69’                                                               |
| 22-8-2007                                                             | Mosca                                                                 | Russia                                                                | 2 – 2                                                                 | Polonia                                                               | Amichevole                                                            | -                                                                     | 58’ 88’                                                               |
| 17-10-2007                                                            | Mosca                                                                 | Russia                                                                | 2 – 1                                                                 | Inghilterra                                                           | Qual. Euro 2008                                                       | -                                                                     | 46’                                                                   |
| 17-11-2007                                                            | Ramat Gan                                                             | Israele                                                               | 2 – 1                                                                 | Russia                                                                | Qual. Euro 2008                                                       | -                                                                     | 30’                                                                   |
| 21-11-2007                                                            | Andorra la Vella                                                      | Andorra                                                               | 0 – 1                                                                 | Russia                                                                | Qual. Euro 2008                                                       | -                                                                     | 38’                                                                   |
| 26-3-2008                                                             | Bucarest                                                              | Romania                                                               | 3 – 0                                                                 | Russia                                                                | Amichevole                                                            | -                                                                     | 61’                                                                   |
| 23-5-2008                                                             | Mosca                                                                 | Russia                                                                | 6 – 0                                                                 | Kazakistan                                                            | Amichevole                                                            | 1                                                                     | 46’                                                                   |
| 28-5-2008                                                             | Burghausen                                                            | Serbia                                                                | 1 – 2                                                                 | Russia                                                                | Amichevole                                                            | -                                                                     | 71’                                                                   |
| 4-6-2008                                                              | Burghausen                                                            | Lituania                                                              | 1 – 4                                                                 | Russia                                                                | Amichevole                                                            | -                                                                     | 30’                                                                   |
| 10-6-2008                                                             | Innsbruck                                                             | Russia                                                                | 1 – 4                                                                 | Spagna                                                                | Euro 2008 - 1º turno                                                  | -                                                                     | 57’                                                                   |
| 14-6-2008                                                             | Wals-Siezenheim                                                       | Grecia                                                                | 0 – 1                                                                 | Russia                                                                | Euro 2008 - 1º turno                                                  | -                                                                     | 84’                                                                   |
| 21-6-2008                                                             | Basilea                                                               | Paesi Bassi                                                           | 1 – 3 dts                                                             | Russia                                                                | Euro 2008 - Quarti di finale                                          | 1                                                                     | 81’ 111’                                                              |
| 20-8-2008                                                             | Mosca                                                                 | Russia                                                                | 1 – 1                                                                 | Paesi Bassi                                                           | Amichevole                                                            | -                                                                     | 63’ 90+1’                                                             |
| 10-9-2008                                                             | Mosca                                                                 | Russia                                                                | 2 – 1                                                                 | Galles                                                                | Qual. Mondiali 2010                                                   | -                                                                     | 69’                                                                   |
| 1-4-2009                                                              | Vaduz                                                                 | Liechtenstein                                                         | 0 – 1                                                                 | Russia                                                                | Qual. Mondiali 2010                                                   | -                                                                     | 66’                                                                   |
| 10-10-2009                                                            | Mosca                                                                 | Russia                                                                | 0 – 1                                                                 | Germania                                                              | Qual. Mondiali 2010                                                   | -                                                                     | 46’                                                                   |
| 14-10-2009                                                            | Baku                                                                  | Azerbaigian                                                           | 1 – 1                                                                 | Russia                                                                | Qual. Mondiali 2010                                                   | -                                                                     | 90+2’                                                                 |
| 11-8-2010                                                             | San Pietroburgo                                                       | Russia                                                                | 1 – 0                                                                 | Bulgaria                                                              | Amichevole                                                            | -                                                                     | 70’                                                                   |
| 9-2-2011                                                              | Abu Dhabi                                                             | Iran                                                                  | 1 – 0                                                                 | Russia                                                                | Amichevole                                                            | -                                                                     | 46’                                                                   |
| 29-3-2011                                                             | Doha                                                                  | Qatar                                                                 | 1 – 1                                                                 | Russia                                                                | Amichevole                                                            | -                                                                     | 46’                                                                   |
| 4-6-2011                                                              | San Pietroburgo                                                       | Russia                                                                | 3 – 1                                                                 | Armenia                                                               | Qual. Euro 2012                                                       | -                                                                     |                                                                       |
| 7-6-2011                                                              | Wals-Siezenheim                                                       | Camerun                                                               | 0 – 0                                                                 | Russia                                                                | Amichevole                                                            | -                                                                     | 76’ 78’                                                               |
| 10-8-2011                                                             | Mosca                                                                 | Russia                                                                | 1 – 0                                                                 | Serbia                                                                | Amichevole                                                            | -                                                                     | 82’                                                                   |
| 2-9-2011                                                              | Mosca                                                                 | Russia                                                                | 1 – 0                                                                 | Macedonia                                                             | Qual. Euro 2012                                                       | -                                                                     | 60’                                                                   |
| 27-3-2015                                                             | Podgorica                                                             | Montenegro                                                            | 0 – 3 tav                                                             | Russia                                                                | Qual. Euro 2016                                                       | -                                                                     | 46’                                                                   |
| 31-3-2015                                                             | Chimki                                                                | Russia                                                                | 0 – 0                                                                 | Kazakistan                                                            | Amichevole                                                            | -                                                                     | 63’                                                                   |
| 1-6-2016                                                              | Innsbruck                                                             | Rep. Ceca                                                             | 2 – 1                                                                 | Russia                                                                | Amichevole                                                            | -                                                                     | 64’                                                                   |
| 5-6-2016                                                              | Monaco                                                                | Russia                                                                | 1 – 1                                                                 | Serbia                                                                | Amichevole                                                            | -                                                                     | 76’                                                                   |
| Totale                                                                |                                                                       | Presenze                                                              | 30                                                                    |                                                                       | Reti                                                                  | 2                                                                     |                                                                       |